# M3 (альбом)
M3 — третий студийный альбом американской альтернативной метал группы Mushroomhead, вышедший 9 марта 1999 года на их собственном лейбле Filthy Hands. 5 композиций с альбома были переделаны и добавлены в трек-лист компиляционного альбома XX, который был изначально издан на лейбле Eclipse Records, а затем на Universal Records после некоторых модификаций.
Вокалист Джеффри «Nothing» в во время записи альбома сорвал голос и не мог записать оставшиеся 2 песни — «The Final Act» и «The New Cult King», поэтому группа пригласила для записи вокалиста Скота Эдгела из группы Dofka.
Альбом M3, а также дебютный альбом и Superbuick были переизданы в 2002 году с другим оформлением.
| Оценки критиков | Оценки критиков |
| Источник        | Оценка          |
| --------------- | --------------- |
| AllMusic        | [ 3 ]           |

## Список композиций
| №                   | Название                           | Длительность |
| ------------------- | ---------------------------------- | ------------ |
| 1.                  | «Before I Die»                     | 3:12         |
| 2.                  | «Solitaire/Unraveling»             | 4:34         |
| 3.                  | «The New Cult King»                | 5:07         |
| 4.                  | «Inevitable»                       | 5:02         |
| 5.                  | «Xeroxed»                          | 2:55         |
| 6.                  | «The Final Act»                    | 4:43         |
| 7.                  | «Conflict - The Argument Goes On…» | 2:41         |
| 8.                  | «Exploiting Your Weakness»         | 4:21         |
| 9.                  | «Beauteous»                        | 3:11         |
| 10.                 | «Born of Desire»                   | 4:02         |
| 11.                 | «Dark and Evil Joe» (бонус-трек)   | 12:17        |
| Общая длительность: | Общая длительность:                | 52:05        |

## Участники записи
Данные с сайта Discogs.

| - Джейсон «J Mann» Попсон — вокал - Джеффри «Jeffrey Nothing» Хэтрикс — вокал - Ричи «Dinner» Мур — ритм-гитара - Джон «J.J. Righteous» Секула — гитара - Джек «Pig Benis» Килкойн — бас-гитара - Том «Shmotz» Шмитц — клавишные - Марко «Bronson» Вукчевич — семплы - Стив «Skinny» Фелтон — ударные | - Билл Кореки — звукорежиссёр - Патрик Льюис — звукорежиссёр - Рич Мур — дизайн - Ванесса Солоуио — фотография - Скотт Бадовик — фотография | - Скот Эдгел — дополнительный вокал (треки 3 и 6) |